# Poro dilatato
Il poro dilatato di Winer è un tumore annessiale benigno dell'infundibolo follicolare.

## Epidemiologia
È una lesione piuttosto comune, in particolare negli adulti di 30-50 anni. Gli uomini ne sono più affetti delle donne.

## Istologia
È costituito da un'ampia cavità contenente un tappo cheratinico delimitato da acantosi dell'epitelio follicolare. Il follicolo è delimitato da epitelio della guaina epiteliale esterna.

## Clinica
Si presenta come un comedone singolo, ampio, prominente, bruno-nerastro, dal diametro massimo di 1 cm, con un poro dilatato che si estende sino all'ipoderma. Si localizza prevalentemente al viso, collo o alla metà superiore del tronco.
Può associarsi al tricoblastoma, carcinoma basocellulare e carcinoma squamocellulare.

## Diagnosi
Si basa sull'esame obiettivo e talvolta sull'esame istopatologico della lesione in seguito a punch biopsia.

## Trattamento
Viene solitamente rimosso attraverso una punzonatura di 1-3 mm per ragioni estetiche. I casi più severi possono essere sottoposti a biopsia escissionale.

## Prognosi
Si tratta di una lesione benigna.